# سعد رؤيسي
السّعد الرؤيسي (باللاتينية: Cyperus capitatus) نوع نباتي يتبع جنس السعد من الفصيلة السعدية.

## الموئل والانتشار
موطنه مناطق الوطن العربي المتوسطية وكامل مناطق حوض البحر الأبيض المتوسط.